# Aursmoen
Aursmoen is een plaats in de Noorse gemeente Aurskog-Høland, fylke Akershus. Aursmoen telt 2318 inwoners (2007) en heeft een oppervlakte van 2,63 km².